# ОШ „Мирослав Антић” Палић
ОШ „Мирослав Антић” у Палићу, насељеном месту на територији града Суботице, државна је образовна установа, баштини традицију школе из 1889. године. Школа носи име по песнику Мирославу Антићу.
Централна школа на Палићу се први пут помиње 1889. године, када се зграда школе налазила у данашњем центру насеља, у згради Хартман виле, где је сада смештена Пошта. Од 1918. године настава се организује за ученике од 1. до 4. разреда на српскохрватском наставном језику у два комбинована одељења, а тада је у њеном саставу била и школа у насељу Радановац где се од 1900. године изводила настава на мађарском језику.
Школа се састоји од централне школе на Палићу и мале школе у насељу Шупљак надомак Палића, где се настава одвија од 1. до 4. разреда на мађарском наставном језику. Школа у Шупљаку је смештена у прекрасном сеоском амбијенту покрај Лудашког језера. У школску зграду су последњих година уложена значајна материјална средства, тако да она данас задовољава све услове за квалитетно одвијање наставе.
Школа има предметне кабинете који су опремљени свим потребним наставним средствима неопходним за квалитетно извођење наставе.